# 巧克力的歷史
起初的巧克力，只是一种带有辛辣味的褐色液体饮料，并不是现在我们所看的块状。巧克力是一个外来词Chocolate的译音，它主原料是可可豆(像椰子般的果实，在树干上会开花结果)，它的起源甚早，始于墨西哥极盛一时的阿斯帝卡王朝最后一任皇帝孟特儒 (Montezuma)，当时是崇拜巧克力的社会，喜欢以辣椒、番椒、香草豆和香料添加在饮料中，打起泡沫，并以黄金杯子每天喝50CC，是属于宫廷成员的饮料，它的学名Theobroma有众神的饮料之意，被视为贵重的强心、利尿的药剂，它对胃液中的蛋白质分解酵素具有活化性的作用，可帮助消化。

## 巧克力的历史
巧克力的历史可以追溯到 5,000 多年前，当时可可树首次在今天的厄瓜多尔东南部被驯化。很快被引入中美洲，它作为包括玛雅人和阿兹特克人在内的不同文化中的精英饮品获得了文化意义。可可极其重要;它被认为是众神的礼物，被用作货币以及药用和仪式。巧克力通常与心脏有关，并被认为具有迷幻剂的效果。目前尚不清楚巧克力是何时首次饮用的，有证据表明中美洲群体饮用一种通过发酵可可种子周围的果肉制成的酒精饮料。西班牙征服者在 1519 年遇到了巧克力，并将其作为药物带到西班牙。在接下来的三个世纪里，它从西班牙开始在欧洲精英中流行起来，并因其药用和宗教价值而受到争论，并被理解为壮阳药。在 19 世纪，技术创新彻底改变了巧克力，从精英阶层的饮料，变成了越来越被公众食用的固体乳白色块。那个世纪见证了瑞士和英国巧克力制造商的崛起，生产实现了工业化。自第一次世界大战以来，巧克力经历了进一步的发展，创造了 couverture 和白巧克力，同时添加了更便宜的脂肪和卵磷脂等成分。巧克力产量急剧增加，亚洲和非洲的新市场已经打开。随着对童工意识的提高，人们对巧克力质量及其生产道德的态度已经发生了变化。截至 2018 年，全球巧克力贸易额超过 1000 亿美元，生产集中在一小部分可可加工商和巧克力制造商手中。

## 词源
巧克力（Chocolate）是一个西班牙语外来词，最早记录于1604年的英语1579年的西班牙语中。然而，这个词的起源是有争议的。虽然人们普遍认为巧克力源自纳瓦特尔语 chocolatl，但记录纳瓦特尔语中巧克力饮料的早期文本使用了不同的术语 cacahuatl，意思是 “可可水”。因此，已经提出了几种替代方案。在一个版本中，巧克力源自假设的纳瓦特尔语单词 xocoatl，意思是“苦饮”。这被认为不太可能，因为没有明确的原因说明由 'x' 表示的 'sh' 音会变为 'ch'，或者为什么会添加 'l'。另一种理论认为，巧克力来自 chocolatl，在玛雅语中意为“热水”。然而，没有证据表明 'chocol' 的形式被用来表示热。
尽管不确定其纳瓦特尔语的起源，但人们一致认为巧克力可能源自纳瓦特语 chikola：tl。然而，chikola：tl 是否意味着“可可打蛋器”（指搅拌可可以产生泡沫）存在争议，因为 chico 的含义尚不清楚。根据人类学家凯瑟琳·桑佩克 （Kathryn Sampeck） 的说法，巧克力最初是指众多可可饮料中的一种，其中包括胭脂树橙，产自今天的危地马拉。根据 Sampeck 的说法，它在 1580 年左右成为可可饮料的通用词，当时该地区的 Izalcos 是最著名的可可生产商。

## 前哥伦布时期早期

#### 起源于南美洲
可可树原产于亚马逊雨林。早在公元前 3300 年左右，在厄瓜多尔东南部的亚马逊地区，梅奥-钦奇普文化就存在可可驯化的证据，然后才被引入中美洲。这源于对陶瓷残留物的研究，该研究揭示了可可树特有的淀粉粒、可可碱（可可中含量很高的一种化合物）的残留物，以及具有可可树独特序列的古代 DNA 片段。驯化的可可树随后沿着南美洲的太平洋海岸传播。目前尚不清楚何时首次饮用一种可以被视为巧克力的饮料，而不是其他可可饮料，因为有证据表明奥尔梅克人将种子周围的甜果肉发酵成酒精饮料。

#### 中美洲
可可的种植、消费和文化使用在中美洲非常广泛。 古代中美洲的居民创造了各种可可品种，这些品种可以结出丰富、优质的果实。 该地区可可饮料消费的最早证据可以追溯到早期形成期（公元前1900-900年）。在墨西哥恰帕斯州的太平洋沿岸，莫卡扬人在公元前1900年就开始饮用可可饮料。墨西哥韦拉克鲁斯墨西哥湾沿岸的考古证据表明，到公元前1750年，奥尔梅克人已经准备好可可。在墨西哥埃斯孔迪多港市，公元前1800年至公元前1000年的碗和罐子里发现了可可的痕迹。这些高品质陶瓷上的装饰表明，可可是高社会地位人群社交聚会的核心。在公元前1800年至1000年之间在墨西哥埃斯孔迪多港的碗和罐子尽管有证据表明奥尔梅克人将可可作为饮料消费，但关于可可是如何加工的证据很少。一些证据表明，圣洛伦佐·特诺奇蒂特兰的奥尔梅克地区有可可消费。发现的大花瓶表明奥尔梅克人在祭祀仪式等群众集会活动中使用可可。

## 玛雅人

#### 巧克力与神圣信仰
玛雅人创作了关于可可的著作，将巧克力与神联系起来，将埃克·楚阿确定为可可的守护神。历史学家对神话人物胡纳普是否被认为发明了可可加工存在争议。在各个时代，可可都被认为是神的礼物。在玛雅晚期和阿兹特克时期，可可和血液之间有着强烈的象征联系。在古玛雅，可可被认为是神灵对人类的恩赐，阿兹特克人认为可可树是人间与天堂之间的桥梁。因此玛雅人制作巧克力来作为贡品，由玛雅祭司献祭给诸神。古老的玛雅有这样一个传说…神灵在一座山上发现了可可。玛雅人的羽毛蛇神，克萨尔科特尔，给自己的人民分发了由女神埃克斯姆堪调制的掺有玉米的可可饮料，让他们在宴会上饮用。人们坚信，此举是羽毛蛇神克萨尔科特尔将自己的一部分智慧赐予给凡人。但是由于克萨尔科特尔将可可分发给人类惹怒了其他神灵，被驱逐出天宫。阿兹特克人一直相信克萨尔科特尔会在人间出现。因此，西班牙统治者埃尔南科尔特斯登陆新大陆后，就被阿兹特克人误以为是羽蛇神的化身。人们拿出最美味的佳肴来款待这位“羽蛇神”，庆祝天神复归。
在阿兹特克人的传统习俗中，可可几乎无处不在。他们会给祭祀太阳神的人喝可可饮料，认为这样可以让献祭者神圣化。在结婚仪式上，可可饮料象征着联姻。新郎会先喝一杯可可饮料，然后跟新娘交换一颗可可豆。参加婚礼的人们还会互相馈赠一些用粘土陶器盛起来的可可饮料与玉米粥。生育仪式也同样离不开可可。人们会用巧克力来给新生儿洗礼，用鲜花和水磨碎的可可种子洗孩子们的头、脚和手。

#### 玛雅人是如何制作巧克力的
为了制作巧克力，可可豆被发酵、干燥和烘烤，然后玛雅人去掉外壳，在火上建造的metate（石头表面）上用manos（石头）敲打尖头，把它们变成糊状。这种糊状物被硬化成固体块，然后被破碎并与水和其他成分混合。加热后，一种名为可可脂的脂肪会浮到表面并被撇去。发酵、烘烤和用跖骨研磨的基本过程一直持续到19世纪。
可可糊用耳花和香草等添加剂调味。[30]在食用之前，巧克力在一个小容器里用一种名为molinillo的搅拌器搅拌，然后从一定的高度倒入，形成备受追捧的棕色泡沫。这个过程还乳化了一些重新加入的可可脂。为了评估饮料的质量，玛雅人观察了泡沫的气泡的颜色和香气，以及豆子的来源和味道。巧克力只是当时用可可制成的几种饮料之一，包括一种名为tzune的含有玉米和沙波特种子的饮料和一种名为saca的粥。

## 阿兹特克人
图德拉法典中的阿兹特克妇女通过将巧克力从一个容器倒到另一个容器来产生泡沫巧克力是阿兹特克人最重要的两种饮料之一。它尤其受到尊重，因为另一种重要的饮料奥克利是含酒精的，醉酒被污名化。巧克力被视为一种奢侈而感性的产品，值得庆祝，但与此同时，消费被认为与想象中的简朴理想化的过去不一致过度颓废削弱了饮酒者。它被错误地认为是致幻的东西。阿兹特克人认为可可是克萨尔夸特尔神的礼物，可可豆被用作人类牺牲中被移除的人类心脏的象征，可能是因为它们都被认为是珍贵液体——血液和巧克力的储存库。通过添加胭脂树红（一种食用色素）使饮料变红，加强了与血液的联系。
阿兹特克人用巧克力向统治者致敬，并向神灵献祭。巧克力仅由阿兹特克精英阶层饮用，包括王室、领主、贵族和被称为pochteca的长途商人。在宴会结束时，巧克力被作为开胃菜。战斗中的士兵是唯一例外，巧克力被认为是一种兴奋剂。巧克力被添加在他们的口粮中，作为可可粉制成的颗粒或薄片食用。虽然含有巧克力的酱汁mole poblano通常与阿兹特克人有关，但它起源于从未被他们占领的领土，这种酱汁是在西班牙入侵后才发明的。这是在处决前为人类牺牲的受害者提供的。巧克力也被提供给病人，用于治疗咳嗽、胃病和发烧等疾病。虽然巧克力的消费方式与平民中的精英阶层不同，但在中美洲各地都很普遍。可可被进口到阿兹特克中部地区，由于霜冻阻止了那里的可可树生长。大部分可可豆来自索科诺斯科，这是阿兹特克人专门为了可可而入侵的地区。阿兹特克人要求被俘虏的居民提交可可来给统治者。西班牙入侵时，索科诺斯科有150万棵可可树，可可由波希特卡人运送，每个人平均背上扛着24000颗重50-60磅（23-27公斤）的可可豆。
虽然巧克力主要是作为饮料，但有时也会做成食物用来食用。虽然最高质量的巧克力是纯的，但通常会添加一些来提升口感的东西并且需要去除泡沫。在整个中美洲，最受欢迎的添加物是干辣椒和磨碎的辣椒，也有加入了蜂蜜、干香草或花以及红木等成分的人们。虽然阿兹特克巧克力饮料通常被认为含有肉桂，但这种香料是在西班牙入侵时才引入中美洲的。虽然一些西班牙观察家声称某些巧克力食谱被认为是壮阳药，但这些报道并不可靠。一般女性负责将可可加工成饮料。西班牙入侵者记录了可可豆的货币价值，并在1545年指出，三十颗可可豆可以买到一只小兔子，一颗可可豆能买到一个大番茄，一百颗可可豆可买到一只火鸡。据称，皇家商店藏有大量可可豆，但是可可豆经常被假冒，替代品包括苋菜、蜡或碎牛油果核制成的面团。

## 巧克力是如何传播去欧洲的
一位不知名的西班牙艺术家在1680年至1780年间，用Metate和Mano将可可磨成巧克力

#### 欧洲的遭遇
1502年8月15日，在哥伦布的第四次航行中，探险队在洪都拉斯湾的一个岛屿附近遇到了一艘玛雅贸易独木舟。哥伦布探险队的一名成员在记录独木舟上的物品时，根据独木舟船员在可可豆掉落时的反应，表现出了可可豆的明显价值。但他们不知道那是什么，也不知道那能用来做饮料。1520年，西班牙征服者埃尔南·科尔特斯在蒙特祖玛二世的宫廷中观发现了巧克力，他可能是第一个接触巧克力的欧洲人。
到1524年，西班牙人已经控制了墨西哥中部，扩大了可可生产，同时增加了贡品需求，疯狂地从可可中获利。可可是在恩科米恩达劳动制度下使用强迫劳动生产的。
在16世纪，美洲原住民经历了大规模的人口下降和产量下降。作为回应，厄瓜多尔的瓜亚基尔海岸以及委内瑞拉生产了更多的可可，但是质量较低，因为使用了来自非洲的奴隶。
这种可可被认为是劣质的，因为它与中美洲种植的克里奥罗类型不同：这是福拉斯特罗，原产于南美洲，虽然它结出的果实更多，抗病性更强，但味道更干、更苦。
17世纪初，随着瓜亚基尔可可充斥墨西哥市场，价格下跌，危地马拉官员和其他人努力禁止瓜亚基尔咖啡进入危地马拉港口和新西班牙港口。尽管1630年左右禁止进口这种可可，但走私者仍继续出口瓜亚基尔可可。1525年左右，西班牙人将可可引入加勒比海，从特立尼达传播到牙买加。
对于居住在美洲的西班牙人来说，巧克力是一种后天形成的口味，他们特别反感。
主要是男性的西班牙人口通过他们娶或娶的阿兹特克女性有目的地接触巧克力。随着西班牙女性移民，西班牙精英不再与当地女性结婚，阿兹特克女性仍留在家中当佣人。
买不起佣人的西班牙人、卡斯塔人和非裔危地马拉妇女可能会从邻居那里学会做巧克力。为了使巧克力适应西班牙人的口味，它是温热的，通常会加糖，并用熟悉的香料调味。泡沫是通过用molinillo（一种木制搅拌器）搅拌液体而产生的，而不是从高处倾倒。这种为模仿中美洲风味而添加香料的巧克力的习惯在18世纪已经逐渐下降。一般都是女性准备巧克力，只有在极端情况下才会由男性准备。在早期殖民时期，传教士将修女制作的固体甜巧克力作为美味佳肴出售，这些巧克力非常畅销并有不错的营业额。

#### 传播
17世纪对土耳其人、中国人和阿兹特克人喝咖啡、茶和巧克力的奇妙描绘。咖啡和茶大约与巧克力同时被引入欧洲。巧克力被带到西班牙的确切日期尚不清楚，也没有证据表明科尔特斯对其引入负有责任。最早有记载的可可传入西班牙宫廷的事件发生在1544年，由多米尼加修士带到西班牙的Qʼeqchi;玛雅贵族，但直到1585年，第一批正式运往欧洲的可可才被记录在案。在16世纪，西班牙人对中美洲植物的药用品质很感兴趣。伯纳尔·迪亚斯和西班牙腓力二世的皇家医生弗朗西斯科·埃尔南德斯等作家声称巧克力是一种春药，埃尔南德斯向西班牙报告了他认为巧克力及其添加剂可以治疗的一系列疾病。因此，在此期间，西班牙主要将巧克力视为一种药用物质。巧克力从西班牙传播到其他欧洲国家：17世纪传播到葡萄牙、意大利，然后向外传播。追踪巧克力在欧洲的传播因当时的宗教战争和忠诚的转变而变得复杂，但据了解，这是由世界主义和传教士推动的。在17世纪，喝巧克力在欧洲精英中变得非常流行，并被认为是一种春药。由于运输成本和进口关税高昂，价格昂贵。从16世纪末到18世纪初，巧克力既是食物又是饮料，还是仅仅是饮料，一直存在争议；17-18世纪进口到欧洲的可可大多来自委内瑞拉。因此，很难确定巧克力何时被引入法国，但有证据表明，它最初是作为药物引入的。此后，法国人发明了用于搅拌和搅拌巧克力的银色巧克力罐。到1670年代，喝巧克力在法国贵族女性中很普遍，尽管人们对巧克力在医学上是好是坏存在争议，直到1684年才确定巧克力是有益的。1671年，贵妇玛丽·德·拉布廷·尚塔尔在一封信中表达了对健康影响的担忧：“去年，科特洛贡侯爵夫人在怀孕期间吃了太多的巧克力，以至于她生了一个像魔鬼一样黑的小男孩，他死了。"巧克力于1657年左右从法国抵达英国，大约与茶和咖啡同时抵达，最初遭到了有医疗问题的人的强烈反对。可可是由牙买加种植园供应的，1655年从西班牙人手中夺走。虽然巧克力在17世纪开始在意大利用茉莉和龙涎香等新的高香味成分调味，但在英国，巧克力是一种商业产品，生产更简单，也不那么严谨。巧克力在咖啡馆里提供给任何人，到17世纪末，英国海军的口粮中必须包括巧克力。17世纪末，巧克力从英国传播到北美殖民地。巧克力在17世纪末的菲律宾精英中很受欢迎，是由侵略的西班牙人带来的。

#### 精英的食物
JeanÉtienne Liotard的《倾倒巧克力的女士》（1744）在18世纪，巧克力被认为是南欧的贵族和天主教徒。这与资产阶级咖啡和无产阶级酒精形成鲜明对比。虽然生产巧克力的技术仍然与美洲原住民非常相似，但巧克力也被用作巧克力棒、冰激凌、甜点、主菜和意大利面。当时的医学观点认为，巧克力如果不过量食用，在医学上是有益的。
在西班牙，耶稣会士在进口和饮用巧克力方面很突出，直到1767年查理三世驱逐了他们。上层和中产阶级在早餐和晚餐后喝了一杯冷水后吃巧克力。各个城市都成立了巧克力研磨工协会。在意大利，巧克力的制备方法各不相同。巧克力在18世纪的意大利，特别是在意大利北部，常用于咸味食谱。在法国，巧克力主要用于甜点和糖果。1732年，法国人开始加热台式磨坊的工作区以协助提取。龙巴特巧克力公司成立于1760年，据称是法国第一家巧克力公司。巧克力生产技术的发展始于18世纪。1729年，英国药剂师沃尔特·丘奇曼获得了一项专利，用于为可可研磨提供动力的水力发动机，该发动机由J.S.Fry&Sons的Joseph Storrs Fry II于1789年购买。在美国殖民地，水力研磨始于1765年。1776年，法国发明了一种液压磨机，并传播到其他欧洲国家。

## 现代

#### 大众消费
1828年，Coenraad Johannes van Houten获得了荷兰可可制造工艺的专利。该过程从巧克力液中去除了可可脂，这将允许大规模、廉价的巧克力生产，包括粉末和固体形式，从而开辟大规模消费。然而，当时可可脂还没有市场，直到19世纪60年代才被广泛使用。巧克力经常被掺假，包括吉百利等公司，这导致了食品标准法的制定。

#### 第一次世界大战后
Couture巧克力是由比利时巧克力制造商Octaaf Callebaut于1925年发明的。回火，即冷却和加热巧克力以形成脆裂和光滑外观的过程，于1931年开发出来。1936年，雀巢首次销售白巧克力。二战后开始添加卵磷脂，以提高稠度和质地。1956年，英国推出了含有可可脂替代品的巧克力。这些替代品是与可可脂性质相似的更便宜的脂肪，只取代了巧克力中的一些可可脂。从20世纪70年代开始，人们就争论有多少可可脂可以用这些更便宜的脂肪代替，并且仍然被称为巧克力。1997年，欧盟法规规定代可可脂最多只能是巧克力脂肪的5%，澳大利亚和新西兰紧随其后。美国不允许任何替代品。
整个20世纪，种植园都受到疾病和气候的破坏。科学家们试图通过培育更耐寒的杂交品种和克隆最好的种群来阻止这种情况。然而，这些豆子生产的巧克力有时很苦，当它们受到虫病的影响时，没有不同的品种会导致可可豆颗粒无收。随着机动车和集装箱的普及，供应链变得更加高效。20世纪80年代，印度尼西亚增加了产量。从20世纪80年代末到2019年，可可豆产量翻了一番。可可豆在中国和印度的市场出现在20世纪末，巧克力被当作是一种礼物。在这两个国家巧克力需求增长是由投资和家庭收入的增加推动的。
1919年吉百利与弗莱合并后，他们的竞争对手变成了瑞士巧克力制造商和美国公司玛氏和好时公司。Godiva于1966年将比利时风格的巧克力引入美国，带来了对优质巧克力的巨大需求。

## 21世纪
截至2006年，中美洲各地的饮料仍然是用可可豆制成的。截至2017年，在中美洲和墨西哥的许多农村地区，当地市场出售甜巧克力。21世纪初，非洲的消费量有所增长；例如，在尼日利亚，2006年至2013年间，市场增长了775%。到2009年，由于公众对其多酚类抗氧化剂的健康声明的关注，黑巧克力经历了“流行的复苏”，截至2018年，生巧克力和有机巧克力的受欢迎程度有所上升。截至2010年，可可豆运动不受监管，生产商对来源和质量的声明受到了批评。可可种植者和初始加工商的目标是达到最低标准。可可豆变异的遗传纯度一直存在争议，因为它们与其他变异交叉交配。由于这种模糊性，种植者夸大了类型。2013年，美国至少有37家可可豆生产商，比1997年的一家有所增加。尽管西非在可可生产中占据主导地位，但大多数并非来自西非。
2000年，纪录片《奴隶制：全球调查》上映后，非洲可可种植者的奴隶劳动引起了公众的关注。2005年，美国国会议员制定了一项名为《哈金-恩格尔协议》的非约束性自愿行业协议，旨在解决童工和强迫劳动问题。媒体对这个问题的报道往往是耸人听闻的，截至2018年，这个话题还没有得到系统的研究。童工问题不仅限于非洲。对可可种植者劳动条件的认识刺激了对公平贸易巧克力的需求。截至2019年，可可产业受到虫病的威胁；到2017年，每年收获的可可中有38%因虫病而损失。截至2023年，由于需要砍伐森林以获得更多土地、土壤管理不善、可可种植者持续贫困和强迫劳动以及气候变化，该行业的可持续性受到了威胁。截至2018年，“几乎没有证据”表明减少童工的举措是有效的。2022年，加纳和科特迪瓦供应了世界上57%的可可。
2023年，可可加工商奥兰、嘉吉和百乐嘉利宝控制了国家间40%的贸易。截至2018年，被称为“五大”的巧克力制造商玛氏、亿滋（吉百利的所有者）、费列罗、雀巢和好时几乎占全球巧克力市场的三分之二。2018年，巧克力的国际贸易额为1080亿美元，最大的市场和人均消费仍在西方.

## 苦涩饮料
巧克力源自可可树，一种只生长在潮湿温暖的热带雨林中的乔木。发酵饮料制成的巧克力可以追溯到公元前1900年。馬雅人相信可可种子是羽蛇神，智慧之神赐予他们的礼物，可可种子有如此重要的价值，以至于它曾被用作一种货币形式。原本只是作为一种饮料，他们把可可豆碾碎，加上香草、辣椒和树汁，再兑上水，搅拌起泡，最后加入玉米粉，制成一种褐色的带有苦味的饮料来喝。今天，这样的饮料也被称为“Chilate”，是从墨西哥南部的土著居民中流传而来的。
十六世纪，这种饮料传到了欧洲后，欧洲人向其中加入了糖，这样，巧克力饮料的味道不再是苦涩的，而变成人们喜欢的甜味，同时又保留了原来的风味，很快便流行于统治阶级和普通人之间。时间到了二十世纪，巧克力被认为是美国士兵在战争中必不可少的口粮。
“巧克力”来自古典纳瓦特尔语chocolātl，并从西班牙语引入英语。

## 历史
1. ↑  . Science | AAAS. 2013-01-22  [2017-07-23]. （原始内容存档于2021-01-17） （英语）.
2. ↑  .   [2017-07-23].